# Sternocoelis fusculus
Sternocoelis fusculus är en skalbaggsart som först beskrevs av Schmidt 1888.  Sternocoelis fusculus ingår i släktet Sternocoelis och familjen stumpbaggar. Inga underarter finns listade i Catalogue of Life.